# Castelo de Santa Bárbara (Alicante)

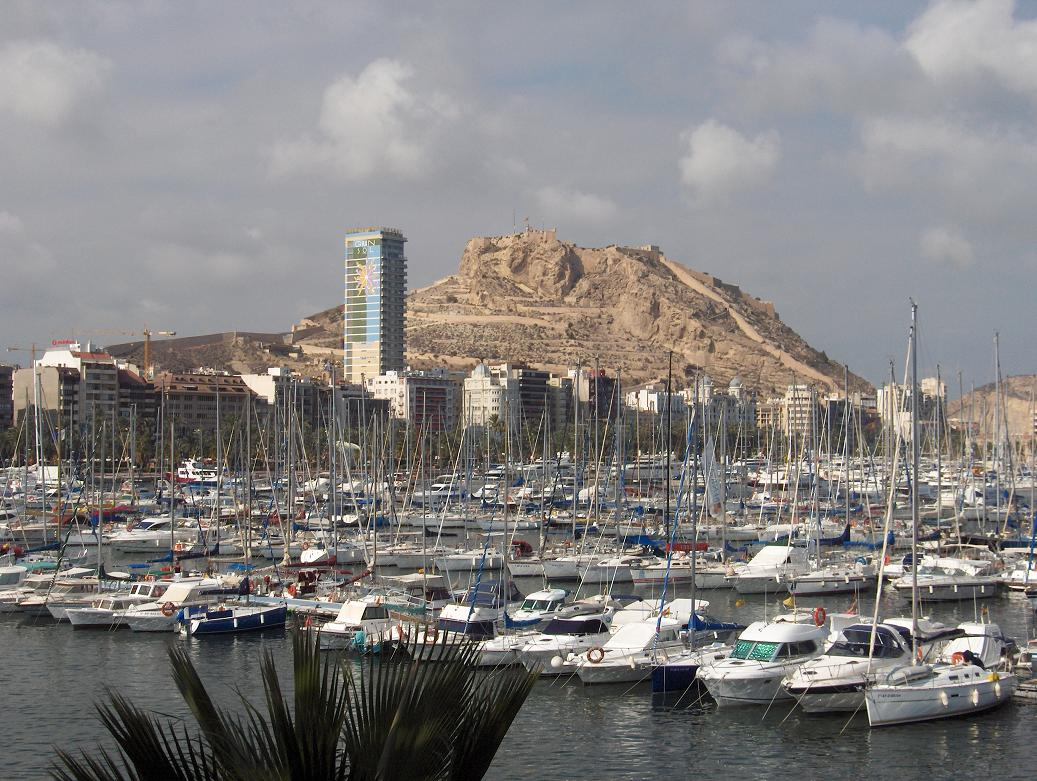
Vista de Alicante da zona do porto de recreio com o castelo ao fundo

O Castelo de Santa Bárbara (em valenciano: Castell de la Santa Bàrbara) está situado no centro da cidade de Alicante, na Espanha, no monte Benacantil, um maciço rochoso de 166 m de altitude em frente ao mar, o que lhe conferiu um enorme valor estratégico, uma vez que dele se avista toda a baía de Alicante e os seus arredores terrestres. A imagem do monte desde a praia se assemelha com uma face, pelo que é denominada "a cara do mouro" e é um ícone da cidade de Alicante.
O monte foi chamado Banul Cantil pelo geógrafo muçulmano Dreses (século XII e há historiadores que atribuem a origem do topônimo às palavras bena, transcrição para o árabe de pinna, penna em latim (pedra grande) e laqanti, adjetivo que provém de Lacante (Laqant), o nome árabe de Alicante.

## História
Em suas encostas foram encontrados vestígios arqueológicos da Idade do Bronze, iberos e da época romana, embora a origem da atual fortaleza seja do final do século IX, durante o período do domínio muçulmano.
O castelo tem o nome de Santa Bárbara por ter sido conquistado aos árabes em 4 de dezembro de 1248, dia da santa, pelo infante Afonso de Castela, o futuro rei Afonso X, o Sábio. Após uma feroz resistência por parte do seu alcaide Nicolás Peris, o castelo foi tomado para a Coroa de Aragão por Jaime II em 1292, que ordenou que fosse remodelado. Quase um século depois, o Pedro IV de Aragão, o Cerimonioso ordenou que se fizessem obras no recinto, No início do século XVI o imperador Carlos V mandou fortificá-lo.
Até o reinado de Felipe II não houve nenhuma grande reforma no castelo. Este rei nomeou alcaide do castelo Juan Coloma e Cardona, que promoveu a construção da maioria das dependências que hoje existem. As obras duraram de 1562 a 1580, segundo projetos de Juan Bautista Antonelli e Giacomo Palearo "El Fratín". Os bombardeios pela esquadra francesa que sofreu Alicante em 1691 e as ações bélicas contra o castelo durante o período de 1706-1709, por ocasião da guerra de Sucessão, durante a qual esteve em poder dos ingleses, afetaram seriamente todo o recinto que sofreu a última ação militar em 1873 quando a fragata blindada "Numancia", nas mãos dos rebeldes cantonalistas de  Cartagena, lançou seus projéteis sobre a população e seu castelo, que seria desartilhado vinte anos depois.
Até 1963, quando foi aberto ao público, esteve em situação de abandono. Foi nesse ano em que foram inaugurados dois elevadores que fazem um tour dentro da montanha de 142,7 metros e é acessível por um túnel de 204,8 m de comprimento que vai da avenida de Jovellanos, em frente á praia do Postiguet.